# Призрак Мулен-Руж
«Призрак Мулен-Руж» (фр. Le Fantôme du Moulin-Rouge, 1925) — французский художественный фильм Рене Клера.

## Сюжет
Главный герой молодой депутат парламента. Его любимая, дочь бывшего министра, должна выйти замуж за редактора крупной газеты. Редактор имеет материалы, компрометирующие отца девушки. Рене вводит роль таинственного ученого, обладающего секретом раздвоения тела и души человека. Отчаявшийся главный герой соглашается на эксперимент, предложенный ученым. В результате от его тела отделяется невидимое «я», которое, путешествуя по Парижу, совершает самые невероятные, экстравагантные поступки и, похищает у редактора со стола документы, компрометирующие отца любимой им девушки. В итоге, молодому человеку удается получить согласие отца на брак с девушкой.

## Художественные особенности
На основе этого банального сюжета Рене создает забавную комбинацию собственного юмора, феерий Ж. Мельеса и экспериментов раннего А. Ганса.

## В ролях
- Альбер Прежан — журналист Жан Дегланд
- Сандра Милованофф — Ивона Винсент
- Пол Оливье — доктор Виндоу
- Мадлен Родриг — Жаклин
- Жорж Ваултьер — Жюльен Буассель, Призрак
- Морис Шуц — Виктор Винсент
- Хосе Даверт — Готье